# Aleyrodes latus
Aleyrodes latus là một loài côn trùng cánh nửa trong họ Aleyrodidae, phân họ Aleyrodinae.
Aleyrodes latus được Hempel miêu tả khoa học đầu tiên năm 1922.